# (8196) 1993 UB3
A (8196) 1993 UB3 a Naprendszer kisbolygóövében található aszteroida. Eleanor F. Helin fedezte fel 1993. október 16-án.